# Bolbula
Bolbula es un género de mantis  (insectos del orden Mantodea) que cuenta con las siguientes especies.

## Especies
- Bolbula debilis
- Bolbula exigua
- Bolbula widenmanni